# Koo Stark
Kathleen Norris Stark (Nueva York, 26 de abril de 1956), conocida artísticamente como Koo Stark, es una fotógrafa y actriz estadounidense. Conocida por su relación con el príncipe Andrés. Es patrona del Julia Margaret Cameron Trust, que gestiona el museo de la fotógrafa pionera victoriana.

## Primeros años y educación
Stark nació en Nueva York. Sus padres eran Wilbur Stark, escritor y productor, y Kathi Norris, escritora y presentadora de televisión en Nueva York. Es la menor de tres hermanos. En el momento de su nacimiento, la familia vivía en Manhattan. Su abuelo, Edwin Earl Norris, era ebanista y músico, y tocaba la trompa y la viola en la Orquesta Sinfónica de Newark. La familia de su madre era presbiteriana. Tras divorciarse en la década de 1960, su madre volvió a casarse.
Koo Stark estudió en la Hewitt School de Nueva York y en la Glendower Preparatory School de Kensington, Londres. Tras formarse en una escuela de teatro, comenzó su carrera como actriz.

## Carrera

### Actuación
Su primer papel en el cine fue en la comedia All I Want Is You... and You... and You... (1974), producida por su padre. En 1975 apareció en Las adolescentes, junto a Anthony Andrews, y protagonizó un episodio de Shades of Greene. También ese año tuvo un papel no acreditado como dama de honor en The Rocky Horror Picture Show. Su interpretación más recordada es el papel protagonista de la película erótica Emily (1976), dirigida por Henry Herbert, 17º conde de Pembroke. Stark no estaba segura de aceptar el papel, pero lo hizo por consejo de Graham Greene, con quien había trabajado el año anterior. Sobre su trabajo en Emily, el actor Victor Spinetti escribió más tarde: "Koo Stark me pareció una chica encantadora y terriblemente brillante e interesante".
También apareció en Cruel pasión (1977), una película basada en la novela Justine. Por la misma época, interpretó el papel de Camie Marstrap en La guerra de las galaxias (1977); las escenas en las que aparecía fueron eliminadas de la película antes de su estreno original, pero pueden verse en La guerra de las galaxias: detrás de la magia (1998).
Stark también empezó a trabajar como modelo, sobre todo para Norman Parkinson. En febrero de 1981, actuó en el Teatro Nacional como suplente en la obra de Edward Albee Who's Afraid of Virginia Woolf?.
Apareció en la comedia Eat the Rich (1987), y después en "Timeslides", un episodio de la serie de ciencia ficción Enano Rojo (1989), en el que interpretaba a Lady Sabrina Mulholland-Jones, la prometida de Dave Lister, que tenía más éxito.
En septiembre de 1987, regresó a los escenarios para interpretar el papel de Vera Claythorne en la obra de Agatha Christie And Then There Were None, en el Duke of York's Theatre. El London Theatre Record planteó la pregunta: "¿Por qué una chica tan obviamente tridimensional ha elegido un papel tan obviamente bidimensional?" Interpretó a Miss Scarlett en la serie de 1991 de Cluedo, sucediendo a Toyah Willcox y haciéndose amiga de Rula Lenska.

### Fotografía
Stark trabaja como fotógrafa desde la década de 1980, y puede haber sido la primera persona en dar la vuelta a la tortilla contra los paparazzi perseguidores fotografiándoles. El Príncipe Andrés ha contado que en 1983 un impresor fotográfico, Gene Nocon, invitó a Stark a fotografiar a gente que le fotografiaba a ella, para su exposición, Personal Points of View, prevista para octubre. Ella convenció a Nocon para que incluyera también el trabajo de Andrés. Sus primeras fotografías dieron lugar a un contrato para un libro, para el que recibió clases de Norman Parkinson. Viajó a Tobago, donde él vivía, y se convirtió en su mentor. Su libro Contrastes (1985) incluye un centenar de sus fotografías. A continuación, estudió la obra de destacados fotógrafos, como Angus McBean, a quien conoció y fotografió, y desarrolló su interés por la fotografía con reportajes, retratos, paisajes, naturalezas muertas, etc.
El libro Contrastes se presentó en la Hamiltons Gallery de Londres en septiembre de 1985, en una exposición del mismo nombre. En 1994, el Gallery Bar del Grosvenor House Hotel de Park Lane acogió una exposición titulada "The Stark Image", cuarenta fotografías de Stark, entre ellas varias inéditas. En 1998, su obra se expuso en el Como Lario de Holbein Place, Belgravia. En julio de 2001 realizó una exposición titulada "Stark Images" en la Fruitmarket Gallery de Edimburgo, duplicada de junio a julio de 2001 en Dimbola Lodge, en la isla de Wight. Una exposición individual de retratos tuvo lugar en los Winter Gardens, Ventnor, de septiembre a octubre de 2010, y otra en Dimbola Lodge de febrero a abril de 2011.
El 22 de abril de 1987, en una subasta benéfica celebrada en Christie's, St James's, a favor de la Campaña para la Protección de la Inglaterra Rural, se expusieron obras firmadas de David Bailey, Patrick Lichfield, Don McCullin, Terence Donovan, Fay Godwin, Heather Angel, Clive Arrowsmith, Linda McCartney, Koo Stark y quince personas más, Vistas de Stark, incluidas algunas del castillo de Kirby Muxloe, aparecieron en G. H. Davies's England's Glory (1987), un libro del CPRE publicado al mismo tiempo.
Fotografías de Stark han aparecido en Country Life y otras revistas. Varios de sus retratos se encuentran en la National Portrait Gallery, y también hay obras suyas en las colecciones del Victoria and Albert Museum, ambos en Londres.
Usuaria de Leica, Stark ha dicho que su cámara trasciende la mera función y es una amiga personal. Una exposición individual organizada por la galería Leica de Mayfair en mayo de 2017 se titulaba Kintsugi, palabra japonesa que designa una forma de renovar las cosas que se han roto. Stark explicó el título: "Kintsugi es una forma de aprender a ver la belleza individual y de apreciar el valor de la experiencia y la honestidad. Es la antítesis de la 'belleza' digital, aerografiada y homogeneizada por Photoshop". En agosto, la exposición se repitió en Manchester, con motivo de la apertura de una nueva tienda Leica en la ciudad.

## Vida personal
Stark es budista practicante desde que conoció al Dalai Lama. Sigue viviendo en Londres y es miembro del Chelsea Arts Club. Es patrona del Julia Margaret Cameron Trust, en Dimbola Lodge, en la isla de Wight, hogar de la fotógrafa pionera victoriana Julia Margaret Cameron.

### Relaciones
Stark conoció al príncipe Andrés en febrero de 1981, y mantuvieron una relación íntima durante unos dos años, antes y después del servicio activo de éste en la guerra de las Malvinas. Tina Brown ha afirmado que ésta fue la única relación amorosa seria de Andrés. En octubre de 1982 pasaron juntos unas vacaciones en la isla de Mustique. Según Lady Colin Campbell, Andrés estaba enamorado, y la Reina estaba "muy prendada de la elegante, inteligente y discreta Koo". Sin embargo, en 1983, tras 18 meses de noviazgo, se separaron por presiones de la Reina. En 1997, el príncipe Andrés se convirtió en padrino de la hija de Stark, y en 2015, cuando el príncipe fue acusado por Virginia Roberts por la conexión con Jeffrey Epstein, Stark salió en su defensa, afirmando que era un buen hombre y que ella podía ayudar a rebatir las acusaciones.
Stark se casó con Tim Jefferies, director de una galería fotográfica, en agosto de 1984, en St Saviour's, Chalk Farm, y el ministro, Christopher Neil-Smith, comentó que "fue un asunto tan tranquilo que no te habrías enterado de que estaba ocurriendo". Permanecieron juntos durante un año, y más tarde se divorciaron.
Posteriormente se comprometió con Warren Walker, un banquero estadounidense, pero él canceló su boda antes del nacimiento de su hija, Tatiana, en mayo de 1997.

### Casos Legales
En 1988, Stark presentó con éxito una demanda por difamación contra The Mail on Sunday por una noticia falsa titulada "Koo salió con Andy después de casarse". En 1989, The Spectator informó de que había recibido 300.000 libras de un periódico "por años de persecución inexacta" y que también estaba cobrando dinero de otros.
En otra demanda por difamación interpuesta en 2007, Stark obtuvo una disculpa y cuantiosas indemnizaciones de la revista Zoo Weekly, que la había descrito como estrella del porno. En 2011, The Daily Telegraph la calificó de "prototipo de Kate Middleton" y sugirió que si no hubiera aparecido en la película Emily al principio de su carrera podría haberse convertido en la duquesa de York.
En noviembre de 2012, Stark compareció ante el tribunal de primera instancia de Hammersmith acusada de robar un cuadro del maestro holandés Anthonie van Borssom, valorado en 40.000 libras, de la casa de su expareja, el financiero estadounidense Warren Walker. Ella negó enérgicamente la acusación. Antes de que el asunto llegara a juicio, el cuadro fue devuelto a Walker y por acuerdo se abandonó la acusación.
En noviembre de 2022, Stark fue indemnizada por daños y perjuicios y recibió una disculpa en un proceso judicial contra la empresa matriz del Daily Mail por un artículo de 2019 en el que se refería falsamente a ella como "actriz de porno suave".

### Salud
Hacia 1993, Stark fue atropellada por un taxi en Old Compton Street, Londres, perdiendo dos dientes y sufriendo también una profunda herida en la frente, tras chocar con su cámara. Este accidente la dejó temporalmente desfigurada, pero la herida acabó cicatrizando, dejando una pequeña cicatriz justo debajo de la línea del pelo.
En 2002 se le diagnosticó cáncer de mama y se sometió a una doble mastectomía y quimioterapia, lo que le hizo perder el pelo durante un tiempo.

## Filmografía

### Película
| Año  | Título                                     | Rol                 | Notas         |
| ---- | ------------------------------------------ | ------------------- | ------------- |
| 1974 | All I Want Is You... and You... and You... | Jennifer Ready      |               |
| 1975 | The Rocky Horror Picture                   | Show Novias         | No acreditada |
| 1975 | The Adolescents                            | Ana                 |               |
| 1976 | Emily                                      | Emily / Hija        |               |
| 1977 | Cruel pasión                               | Justine Jerome      |               |
| 1984 | Electric Dreams                            | Chica de telenovela |               |
| 1987 | Cómete a los ricos                         | Hazel               |               |

### Televisión
| Año  | Título           | Role                          | Notas                       |
| ---- | ---------------- | ----------------------------- | --------------------------- |
| 1975 | Shades of Greene | Chica                         | Episodio: The Blue Film     |
| 1977 | The Sunday Drama | Deborah                       | Episodio "The Cuckoo Calls" |
| 1986 | The Two Ronnies  | Alice                         | Episodio #12.2              |
| 1989 | Red Dwarf        | Lady Sabrina Mulholland-Jones | Episodio: "Timeslides"      |
| 1991 | Cluedo           | Miss Scarlett                 | 6 episodios                 |

## Publicaciones
- Stark, Koo (1985). Contrastes. The Book Service Ltd. ISBN 978-0593010020.

## Exposiciones fotográficas
- "Contrastes", Galería Hamiltons, Carlos Place, Londres, septiembre de 1985.[23]
- "The Stark Image", Gallery Bar at Grosvenor House Hotel, Londres, 1994.[24]
- "Stark Images", Dimbola Lodge, Isla de Wight, junio-julio de 2001.[27]
- "Stark Images", Fruitmarket Gallery, Market Street, Edimburgo, julio de 2001.[26]
- "Retratos de Koo Stark", Winter Gardens, Ventnor, Isla de Wight, septiembre-octubre de 2010.[28]
- "Koo Stark: Contrastes", Dimbola Lodge, Isla de Wight, de febrero a abril de 2011.[29]
- "Kintsugi" galería Leica, Bruton Place, Mayfair, mayo de 2017.[20]
- "Kintsugi", tienda Leica, Police Street, Mánchester, agosto de 2017.[36]
- "Retratos Kintsugi", San Lorenzo, Beauchamp Place, Londres SW3, noviembre de 2017.[55]